# Либитина (мифология)
Либитина (лат. Libitina) — в римской мифологии богиня мёртвых, смерти, погребения и земли. Деятельность Либитины как богини начинается только тогда, когда перестаёт дуть сирокко — летний южный ветер. В честь Либитины строились храмы, в которых хранились похоронные принадлежности.
Образ Либитины в мифологии ассоциируется с образом Прозерпины — богини подземного царства и Венеры — богини плодородия. Отмечается также звуковое сближение имени Либитины (Любенция, Лубентина) с Венерой.
Во времена царствования Сервия Туллия (578—534 годы до н. э.), было приказано вносить в храм богини Либитины по монете на каждые похороны. Это делалось с целью узнать точное число умерших граждан.